# Dret continental

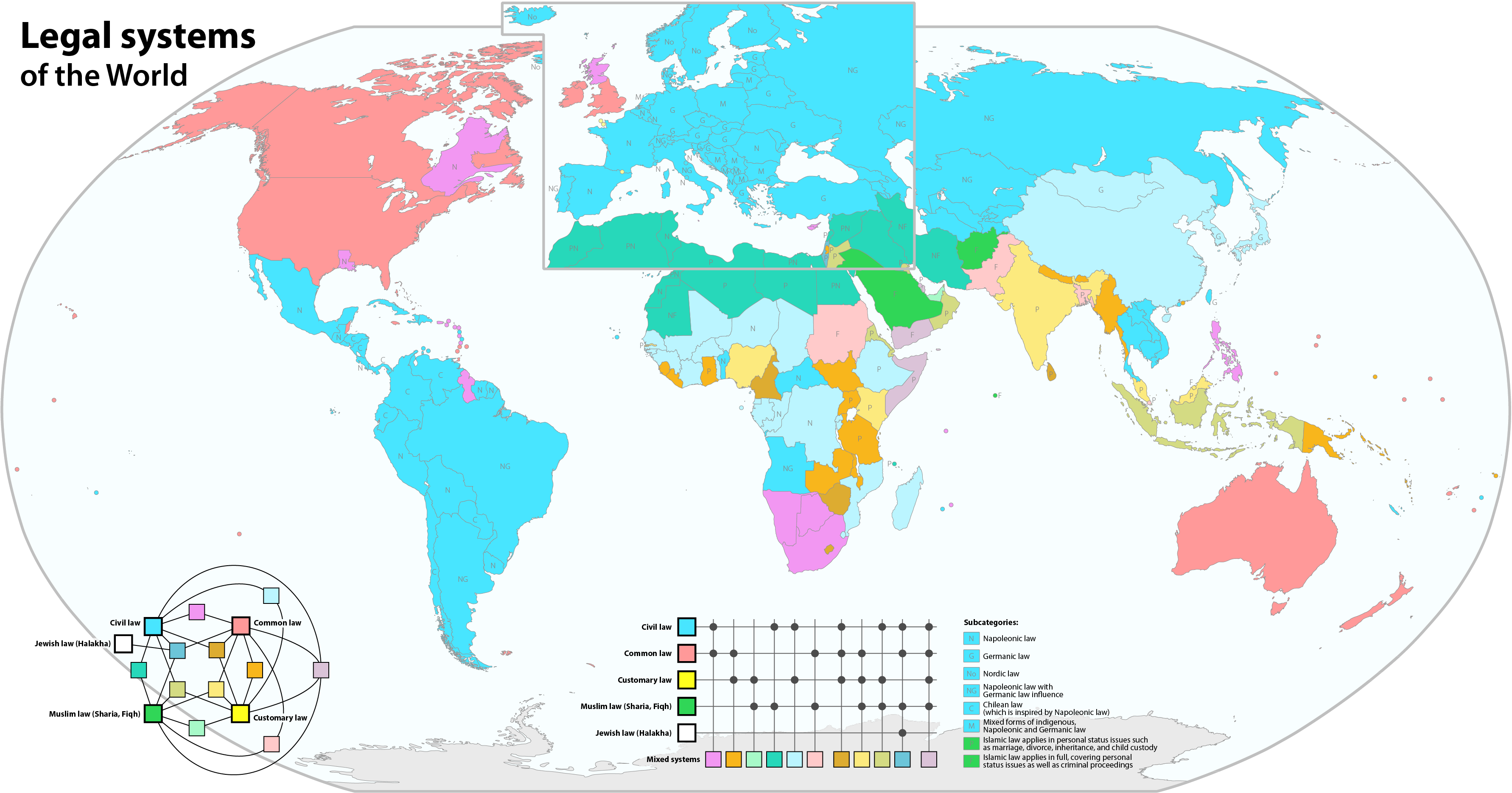
Mapa dels sistemes legals del mon

El dret continental, anomenat civil law en anglès, és un sistema jurídic originari de l'Europa continental i adoptat a bona part del món. El sistema de dret continental arrenca en el marc del dret romà i sovint es contraposa amb el sistema de dret anglosaxó, que es va originar a l'Anglaterra medieval. A diferència del continental, el dret anglosaxó prové de la jurisprudència judicial no codificada i atorga doncs autoritat a les decisions judicials prèvies.
Des d'un punt de vista històric, el dret continental és un conjunt d'idees i sistemes legals derivats en última instància del Corpus iuris civilis, però està fortament superposat per les aportacions napoleòniques, germàniques, canòniques, feudals i locals, així com per les doctrines provinents del dret natural, la codificació o el positivisme jurídic.
Conceptualment, el dret continental parteix d'abstraccions, formula principis generals i distingeix les regles substantives de les normes processals. En els països pertanyents a aquesta tradició, la jurisprudència és secundària i està subordinada al dret legal. El dret continental sovint s'associa al sistema processal de tipus inquisitorial, però com s'explica més avall aquesta afirmació és matisable.
Hi ha algunes diferències clau entre les lleis i els codis. Les característiques més remarcables dels sistemes continentals són els seus codis legals, amb textos concisos i àmpliament aplicables que solen evitar situacions de fet específiques. En aquesta tradició, els breus articles d'un codi civil o penal tracten de generalitats, en contrast amb les lleis ordinàries, que sovint són molt llargues i detallades.

## Aspectes generals i històrics
La tradició legal continental és més antiga, estesa i influent que la tradició anglosaxona. El dret continental es remunta al dret romà, que la tradició fa començar l’any 450 aC amb la publicació de les Dotze Taules, tot i que es basa sobretot en el Corpus iuris civilis, la compilació de Justinià de l’any 533 dC. L’origen del dret anglosaxó, per la seva banda, se sol situar a l’any 1066, amb la victòria dels normands sobre Anglaterra i la formació de monarquies centralitzades.
La tradició continental és la predominant a Europa, l'Amèrica Llatina i diversos països africans i asiàtics, amb alguns enclavaments en el dret anglosaxó (Louisiana, el Quebec o Puerto Rico, p. ex.), mentre que el dret anglosaxó s'estengué des de Gran Bretanya i Irlanda als Estats Units, Canadà, Austràlia i Nova Zelanda, influint també altres països africans i asiàtics. Malgrat aquesta divisió, cal subratllar que el dret continental i l’anglosaxó s'han influït mútuament, com ara a la mateixa Gran Bretanya, on han conviscut durant segles.

### Orígens del dret continental
El dret continental veu bàsicament de tres tradicions. La primera i més antiga és el dret civil romà, concretament la compilació que se’n va fer sota l’emperador Justinià durant el segle VI amb la intenció de restaurar el dret romà clàssic, que havia caigut en decadència, i d’unificar la diversitat de criteris que s'havien desenvolupat amb el pas del temps en un conjunt amb autoritat vinculant. La centralitat del dret civil en la tradició continental explica que en anglès s'anomeni civil law.
Amb la caiguda de l’Imperi romà la tradició legal es fragmentà i esdevingué menys sofisticada. No fou fins a la fundació de la Universitat de Bolonya al segle XI que revifà l’interès pel dret romà i des del nord d’Itàlia es començà a estendre a la resta del continent. Durant la Il·lustració s'endegà la reordenació i la racionalització del codi justinià, que es plasmà en el Codi Civil francès de 1804, inspiració de la majoria de codis civils dels països de l’Europa central i occidental.
La segona tradició de què veu el dret continental és el dret canònic, que regulava el funcionament de l’Església però també matèries de dret civil, com ara el matrimoni o les successions. Durant molts de segles la majoria de juristes europeus es formaven tant en dret romà com canònic, cosa que afavorí que s'influïssin mútuament.
La tercera i última tradició és el dret mercantil, desenvolupat pels mercaders italians durant l’època de les croades, en què el comerç cristià tornà a dominar la Mediterrània.

### La revolució
La ideologia de la Il·lustració i les revolucions europees propiciaren canvis importants en la tradició jurídica continental. Un d’aquests canvis fou la secularització del dret, que ara derivava la seva autoritat no pas de la fe sinó de la raó, i l’èmfasi en les nocions de llibertat, igualtat i propietat. Es pretenia abandonar, doncs, la desigualtat inherent a un ancien régime que se sustentava en una divisió rígida de la societat en classes socials. La pèrdua de poder en les institucions feudals en general i l’Església en particular situaren l'estat nació com a única font d’autoritat per als sistemes legals continentals.
Un altre canvi destacable fou la divisió de poders, amb què es volia limitar la intrusió de la judicatura en el desenvolupament de la legislació, atès que en països com França els jutges eren percebuts com un poder reaccionari. La preocupació per la separació de poders, en canvi, era pràcticament absent en la tradició anglosaxona.

## Les fonts del dret
La tradició continental es basa en el positivisme legal, que considera que la llei és bàsicament el conjunt de disposicions promulgades pel poder legislatiu. A més d’aquesta font del dret, la tradició continental contempla els reglaments emanats del poder executiu i el costum. Aquesta darrera font, però, té una importància decreixent i només té aplicació en defecte de fonts superiors. La cabuda dels dictàmens dels consells constitucionals i dels referèndums vinculants dins aquest esquema de tres fonts del dret és objecte de debat, atès que semblen atribuir facultats legislatives al poder judicial i al poble en detriment dels parlaments. Als països anglosaxons, per contra, no existeix una jerarquia sistemàtica de les fonts del dret i es considera llei un agregat complex de disposicions, sentències prèvies i costums.

## Codificació i interpretació de la llei

### Els codis
Sovint s'assenyala com a diferència essencial entre la tradició continental i l’anglosaxona que la primera ha codificat les lleis i la segona no. En realitat, hi ha exemples contraris en ambdós sentits (la Grècia del segle xix en el primer i Califòrnia en el segon). De fet, la diferència principal rau en la ideologia que fonamenta la codificació legal, a partir sobretot del Codi Civil francès postrevolucionari de 1804, que es promulgà amb la intenció d’eliminar la legislació prèvia en matèria civil i amb la voluntat de limitar al màxim la facultat interpretativa dels jutges, dues tendències absents en les tradicions anglosaxones. D’aquí deriva la necessària exhaustivitat dels codis civils, duta a l’extrem en el Landrecht prussià de 1794, que contenia uns disset mil preceptes. Tampoc no es pot obviar que els codis civils sovint es redactaren en moments d'exaltació nacional dels diferents estats europeus. El Codi Civil alemany de 1896 és l’expressió d’aquesta escola històrica d’influència romàntica que mirava de plasmar la “realitat cultural” germànica. Aquesta ideologia és completament absent en codis anglosaxons com el Codi Civil californià o el Codi de Comerç nord-americà.

### La interpretació de les lleis
La ideologia revolucionària francesa desconfiava profundament del poder judicial i volia limitar al màxim la seva facultat per a interpretar lleis. El sistema de la França postrevolucionària, doncs, preveia que si un tribunal tenia cap dubte sobre la interpretació d’un precepte, calia que el plantegés al poder legislatiu, que el resoldria de forma vinculant. Per a resoldre el flux constant de qüestions formulades, es creà una Cort de Cassació que es concebia com un òrgan legislatiu per a garantir la separació de poders. En un primer moment, aquest òrgan només podia “cassar”, és a dir, anul·lar sentències, que els tribunals llavors havien de reconsiderar. Amb el temps, però, tant aquesta cort com els òrgans equivalents de les altres jurisdiccions continentals adoptaren la facultat de dictar sentències noves en substitució de les sentències cassades. Amb aquest pas, però, les corts de cassació s'incorporaven al poder judicial, adoptant en molts països el nom de Tribunal Suprem.
Actualment, s'assumeix sense subterfugis que els tribunals ordinaris tenen facultats interpretatives, especialment quan les disposicions legals són poc clares, quan no contemplen una situació de fet o quan amb el pas del temps adopten significats que en un origen no estaven contemplats. En teoria, en el dret continental les decisions prèvies d'altres tribunals no són vinculants, encara que siguin tribunals superiors, però a la pràctica és difícil que es dictin sentències contràries a la jurisprudència, perquè els jutges no es volen exposar a la revisió de les seves resolucions, cosa que acosta la tradició continental al stare decisis anglosaxó.

## La separació de jurisdiccions
Als països de tradició anglosaxona hi sol haver una sola jurisdicció amb un únic tribunal suprem potencialment responsable de revisar qualsevol sentència de qualsevol tribunal, sigui del tipus que sigui. Als països de tradició continental, en canvi, hi sol haver almenys dues jurisdiccions separades, la civil i la penal, cadascuna amb una jerarquia, una judicatura i un enjudiciament propis. Les sentències d’una jurisdicció són invulnerables a revisió per part dels tribunals pertinents a l’altra jurisdicció. El grau d’integració de les jurisdiccions suplementàries és diferent en cada país. A França, per exemple, els tribunals mercantils estan sotmesos a la cassació de la jurisdicció civil, mentre que a Itàlia la integració és completa i ja no existeixen tribunals exclusivament mercantils, sinó cambres especialitzades dels jutjats ordinaris.
La jurisdicció contenciosa-administrativa també sorgí a la França postrevolucionària per a reduir el poder dels jutges de revisar les actuacions de l’administració. La facultat de revisar aquestes actuacions se sotmeté doncs al poder legislatiu amb la creació del Consell d’Estat. Semblantment a la Cort de Cassació, amb el pas del temps el Consell d’Estat adoptà característiques d’un òrgan judicial. En molts de països, com ara Alemanya, Àustria o Espanya, aquesta evolució ha acabat creant una jurisdicció nova: la contenciosa-administrativa.
Un últim element a tenir en compte és la primacia constitucional posterior a la Segona Guerra Mundial. Per tal de sotmetre les disposicions aprovades pels parlaments a un examen de constitucionalitat, calia crear un òrgan amb la facultat per a revisar-les de manera vinculant. El consell creat a aquest fi també ha adoptat característiques judicials, fins al punt que en la majoria de països de tradició continental es parla d’un “tribunal constitucional”, si bé no és clar com és compatible aquesta figura amb la separació de poders. Per contra, la majoria de països de tradició anglosaxona no coneixen aquesta separació de jurisdiccions, fins al punt que tribunals ordinaris poden qüestionar la constitucionalitat de les disposicions legals.

## Les professions legals
En els països de tradició anglosaxona, sobretot als Estats Units, un llicenciat en dret pot fer moltes feines diferents al llarg de la carrera professional (d'advocat privat, advocat de l’estat, assessor legal d’una empresa o d’un organisme públic, etc.); pot canviar d’una feina a l’altra i, al cap de molt temps, si ha acumulat èxits i carisma, pot obtenir una plaça com a jutge. Als països de tradició continental, en canvi, els llicenciats en dret tendeixen a triar una professió tan bon punt surten de la universitat i és difícil que més endavant canviïn d’una a altra. L’ascens en cada carrera sol dependre tant dels mèrits com de l’antiguitat. (Anglaterra, amb la diferència entre barristers i solicitors, s'acosta en aquest sentit a la tradició continental, sense arribar a ser tan rígida.) A Alemanya, per a ajudar als joves llicenciats a prendre la decisió, existeix un Referendariat, un període de pràctiques de dos anys en diferents àmbits abans de començar una carrera professional.
Pel que fa als fiscals, en el dret continental no solament constitueixen l’acusació per compte de l’Estat en els processos penals, sinó que també poden representar l’interès públic en els processos civils entre particulars. La professió del fiscal sol estar molt més regulada en termes de condicions laborals que la dels advocats que presten serveis legals als organismes públics. En aquest sentit, hom ha parlat d’una “judicialització” de la carrera fiscal.
Quant a l'advocacia, la majoria de països de dret continental han tendit a abolir les diferències tradicionals entre advocats i procuradors. També ha desaparegut l’hàbit dels advocats d’exercir individualment o en equips molt petits de “professionals liberals” i actualment existeixen grans bufets d’advocats que funcionen com autèntiques corporacions.
El notari de tradició continental té molta més importància que el de tradició anglosaxona. Els notaris continentals elaboren instruments legals, els autentiquen i funcionen com una mena d’arxiu públic. Els notaris tenen una posició monopolística, no poden rebutjar clients i obtenen la plaça per oposicions.
Pel que fa als jutges, el dret continental els assigna un paper menor, en el sentit que no “fan llei” sinó que solament l’apliquen. Es considera una feina rutinària però segura gràcies a l’estatus de funcionari. Per això, és habitual que els llicenciats amb més talent o que, gràcies a una classe social més elevada, disposin de bons contactes, optin per carreres més ambicioses vinculades al món empresarial. Aquesta tendència continua sent prevalent a l’Amèrica Llatina, mentre que a Europa s'ha avançat cap a una valorització de la funció judicial.

## Els procediments judicials

### El procés civil
En el dret continental el procés civil és el procés central i, en algunes jurisdiccions, el dret processal civil és supletori dels altres drets processals.
El procediment civil continental està marcat per l’absència de jurat. Els judicis amb jurat popular fan que en els països anglosaxons, sobretot als Estats Units, calgui concentrar el judici en un sol dia o en molt pocs. Tot s'organitza al voltant d’un únic esdeveniment: el judici oral. La manca de jurat en la tradició continental, per contra, fa que el procediment consisteixi en una sèrie de trobades aïllades i comunicacions escrites que s'allarguen en el temps i redueixen l’“element sorpresa” al mínim.
En el dret continental tampoc no hi sol haver contrainterrogatoris, perquè els parents de les parts i les persones interessades resten excloses com a testimonis i no hi ha cap jurat que calgui “impressionar”. D’altra banda, als països continentals no està prohibit el testimoni referencial, mentre que la tradició anglosaxona veta el hearsay.
Una altra diferència és que als països continentals la part que perd el litigi ha de pagar les costes de la part que guanya, mentre que a la majoria de països anglosaxons (excepció feta d’Anglaterra) cadascú es paga les seves costes. Les costes que ha de pagar la part que perd, però, es fixen d’acord amb uns barems; de tota manera, és possible que la part guanyadora hagués acordat uns honoraris més alts amb el seu advocat i que no se’n rescabali del tot. Els honoraris contingents (és a dir, pactar un plus per a l’advocat si es guanya el judici) estan prohibits i es consideren immorals a la majoria de països continentals, mentre que solen estar permesos en les jurisdiccions anglosaxones.
En el dret continental l'apel·lació (anomenada “cassació” a Itàlia i França o “revisió” a Alemanya, p. ex.) involucra la reconsideració de qüestions de fet, mentre que l’apel·lació anglosaxona es restringeix a les qüestions de dret i s'entén, doncs, com una esmena d’errors d’interpretació legislativa.
En general, en la tradició continental les sentències es dicten per unanimitat i amb anonimat; és a dir, no es deixa constància de vots particulars ni opinions divergents de la sentència finalment adoptada. Amb tot, recentment s'està incorporant aquesta tendència en alguns països, sobretot en l’àmbit constitucional.
Una altra diferència rau en la imposició de les penes. El contempt of court civil anglosaxó permet obligar o prohibir que una part actuï de determinada manera sota pena de presó. En els països continentals, en canvi, l’únic a què es pot obligar una persona en un procés civil és, en última instància, que satisfaci una quantitat de diners.

### El procés penal
Una de les influències més importants per al procés penal de la tradició continental és l’obra Dei delitti e delle pene de Cesare Beccaria (1764). En aquest llibre l’il·lustrat italià propugnava els principis de nullum crimen sine lege i nulla poena sine lege, és a dir, la prohibició de castigar crims i imposar penes que no estiguin regulats per la legislació. Alhora, defensava la proporcionalitat de les penes respecte als crims i la seva imparcialitat, és a dir, que la pena no depengués de la classe social o la riquesa del condemnat. Així mateix, com molts altres il·lustrats, es mostrà partidari de limitar l’excés de marge interpretatiu dels jutges. L’avenç de les revolucions estengué les idees de Beccaria i aconseguí la reducció de penes severes per a delictes lleus, fins i tot la pena de mort.
Sovint es diu que el procés penal anglosaxó és acusatori i el continental inquisitorial. El cert és que els darrers segles han fet que ambdós procediments s'hagin allunyat de les respectives tradicions i hagin anat convergint cap a un terme mitjà. En el sistema acusatori, la càrrega de l’acusació recau en l’agreujat i el jutge fa d’àrbitre imparcial entre ell i l’acusat. A l’edat mitjana el procediment continental era semblant, però s'instaurà un sistema inquisitorial paral·lel restringit en un principi als crims de lesa majestat i heretgia, en què el jutge podia cercar proves activament i la càrrega de l’acusació requeia en una figura semblant al fiscal. Amb el pas del temps, el sistema inquisitorial es faria extensiu a tota mena de processos penals.
Actualment, el procediment penal continental se sol dividir en una fase d’investigació i d'instrucció, guiada pel jutge instructor i el fiscal i marcada pel seu caràcter secret i escrit, i el judici pròpiament dit, celebrat per un altre jutge de manera pública i oral.
Durant les darreres dècades, però, hi ha hagut canvis substancials. Alemanya, per exemple, abolí la instrucció l’any 1975, deixant la investigació en mans dels fiscals i la policia (el jutge només intervé si cal decretar presó preventiva). Per la seva banda, Itàlia i la majoria de països llatinoamericans s'han sumat a aquesta tendència. La reforma alemanya també introduí una mena de jurat popular (Schöffengericht o “tribunal d’escabins”) que acompanya el jutge en casos de gravetat especial. En els països que han mantingut la instrucció (com ara França o Espanya), s'han adoptat mesures garantistes per a protegir l’acusat, que actualment té dret a un advocat defensor que sol tenir accés al sumari.
Una altra novetat, introduïda també a Alemanya, és la possibilitat d’esquivar el judici si l’acusat es declara culpable, mentre que tradicionalment només el jutge tenia capacitat de determinar-ne la innocència o la culpabilitat. Finalment, la pràctica anglosaxona del plea bargaining o “acord de culpabilitat” s'ha estès a quasi tots els països continentals i en algunes jurisdiccions, com ara a Itàlia, fins i tot s'ha regulat.

## L’examen constitucional
Si les revolucions encimbellaren el legislatiu com el màxim poder de l’estat, relegant el judicial com un poder secundari, els dos últims segles han tendit a recuperar el poder de la judicatura per a fiscalitzar els altres poders. Pel que fa al control de l’executiu, al llarg del segle xix els països continentals desenvoluparen corts administratives per a jutjar la legalitat de l’acció del govern i l’administració; amb el pas del temps, aquestes corts s'han anat integrant al poder judicial. D’altra banda, durant el segle XX s'han creat organismes independents per a dirimir la constitucionalitat de l’acció legislativa del parlament, una funció que als Estats Units i a molts països llatinoamericans –amb excepcions com Colòmbia, Guatemala i Xile– acompleixen tribunals ordinaris.
Després de la Segona Guerra Mundial la revisió constitucional ha cobrat cada vegada més importància. Tot i que a Europa l’organisme competent no és cap tribunal en sentit estricte (atès que no instrueix procediments contenciosos, no arbitra entre dues parts i no celebra audiències), de mica en mica ha anat agafant un caràcter judicial. Aquesta tendència ha culminat en països com ara Alemanya, Itàlia o Espanya, on avui dia es parla de “tribunal constitucional”, mentre que a França continua sent un Consell Constitucional els membres del qual no són magistrats. El que tenen en comú tots aquests organismes és la seva competència exclusiva i el caràcter erga omnes de les seves resolucions.
En general, hom ha considerat que el desenvolupament de tribunals administratius i constitucionals acosta els sistemes jurídics continentals a l’ideal alemany de Rechtsstaat o “estat de dret”, perquè d’aquesta manera tota acció que emani de l’estat està potencialment subjecta a escrutini independent.

## Evolució futura
Pel que fa a l’evolució de la tradició continental, s'ha observat una tendència clara cap a la descodificació de la legislació, amb la consegüent proliferació de legislació especial en detriment de grans codis; la constitucionalització, amb òrgans de revisió constitucional com més va més importants i més rellevants per a l’opinió pública, i la internacionalització, que a la Unió Europea implica la supeditació del dret i els tribunals dels estats membre a la supremacia legal i judicial de la Unió.